# AKSM-843
AKSM-843 (АКСМ-843) – tramwaj niskopodłogowy, dwukierunkowy, produkowany przez Biełkommunmasz (Белкоммунмаш) od 2009 roku.
Tramwaj AKSM-843 jest rozwinięciem konstrukcyjnym tramwaju AKSM-743.

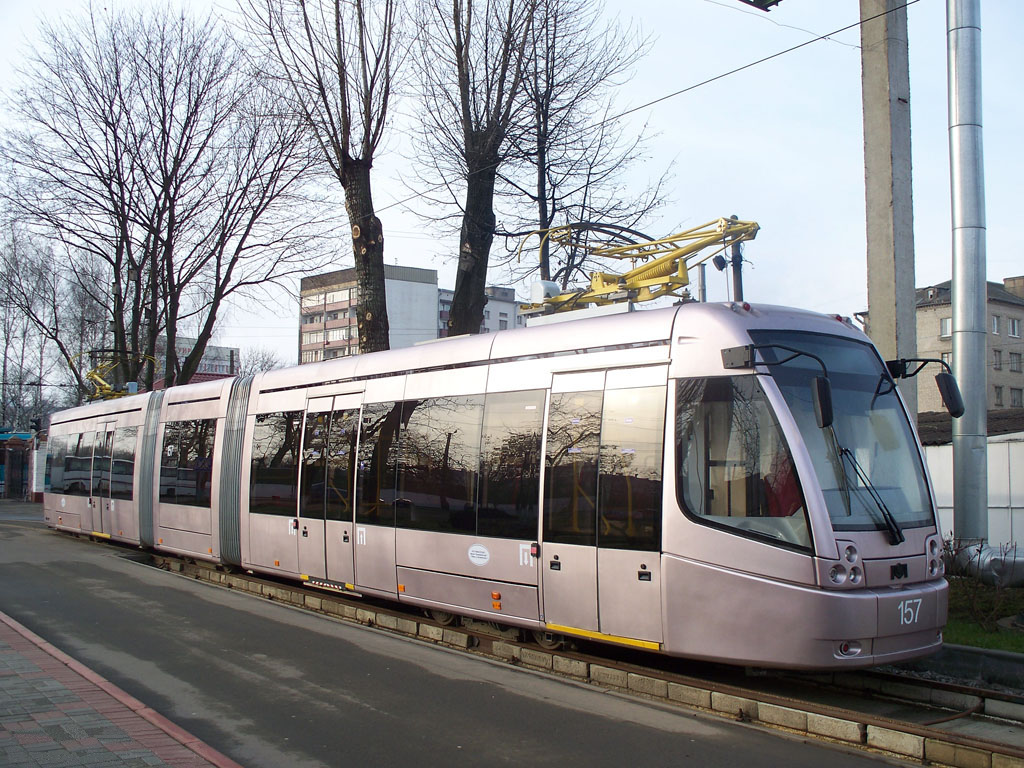
AKSM-843

## Eksploatacja
Istnieje 29 egzemplarzy. W 2011 jednokierunkową wersję tramwaju dostarczono do Kijowa. 
| Państwo  | Miasto     | Rozstaw torów (mm) | Numery            | Lata dostaw | Liczba | Uwagi                   |
| -------- | ---------- | ------------------ | ----------------- | ----------- | ------ | ----------------------- |
| Ukraina  | Kijów      | 1524               | 701               | 2011        | 1      | tramwaj jednokierunkowy |
| Rosja    | Kazań      | 1524               | 1300−1319         | 2013−2014   | 20     | tramwaje dwukierunkowe  |
| Białoruś | Mińsk      | 1524               | 157, 158, 163−165 | 2008−2011   | 5      | tramwaje dwukierunkowe  |
| Rosja    | Petersburg | 1524               | 5211−5213         | 2012        | 3      | tramwaje dwukierunkowe  |
|          |            |                    |                   | Razem       | 29     |                         |